# Günz (Altenpleen)
Günz ist ein Ortsteil der Gemeinde Altenpleen im Landkreis Vorpommern-Rügen in Mecklenburg-Vorpommern.

## Geographie
Der Ort liegt drei Kilometer nordwestlich von Altenpleen. Die Nachbarorte sind Batevitz im Norden, Klein Mohrdorf und Groß Mohrdorf im Nordosten, Muuks im Osten, Altenpleen im Südosten, Neuenpleen im Süden, Buschenhagen im Südwesten sowie Nisdorf im Nordwesten.